# Rafael Galbe Pueyo
Rafael Galbe Pueyo (Zaragoza, 1919-Zaragoza, 30 de marzo de 2012) fue un jurista español. Presidente del Tribunal de Justicia de Guinea Ecuatorial (1966)

## Biografía
Nació en Zaragoza. Estudió Derecho en la Universidad de Zaragoza. Durante la Guerra civil llegó a Mallorca (1937) a bordo del crucero Canarias. Allí conoció a José Orlandis, con quien mantuvo una estrecha amistad.  En el curso académico 1942-43 se trasladó a una pensión en Madrid mientras preparaba oposiciones a judicatura. Ocasionalmente se acercaba por Lagasca para estar con José María Escrivá y José Luis Múzquiz.Desde mediados de los años cincuenta se había desvinculado formalmente del Opus Dei, manteniendo siempre la fama de persona «reflexiva, creyente y sobre todo servicial».
Tras ingresar en la Carrera judicial (1947). Fue teniente auditor de la escala de complemento del cuerpo jurídico de la Armada. Ejerció de juez en Cariñena y Jaca. En 1949 fue destinado a los entonces llamados territorios del Golfo de Guinea, donde fue nombrado juez de Primera Instancia y Apelación de Santa Isabel y presidente del Tribunal Colonial y Superior Indígena. Tras ser promovido a magistrado (1960), fue nombrado presidente del  Tribunal Superior de Justicia de Guinea Ecuatorial (1966). También presidió la Sala de lo Contencioso de la Audiencia de Zaragoza.
Falleció en la ciudad donde había nacido, el 30 de marzo de 2012.